# St.-Georg-Kapelle (Spremberg)

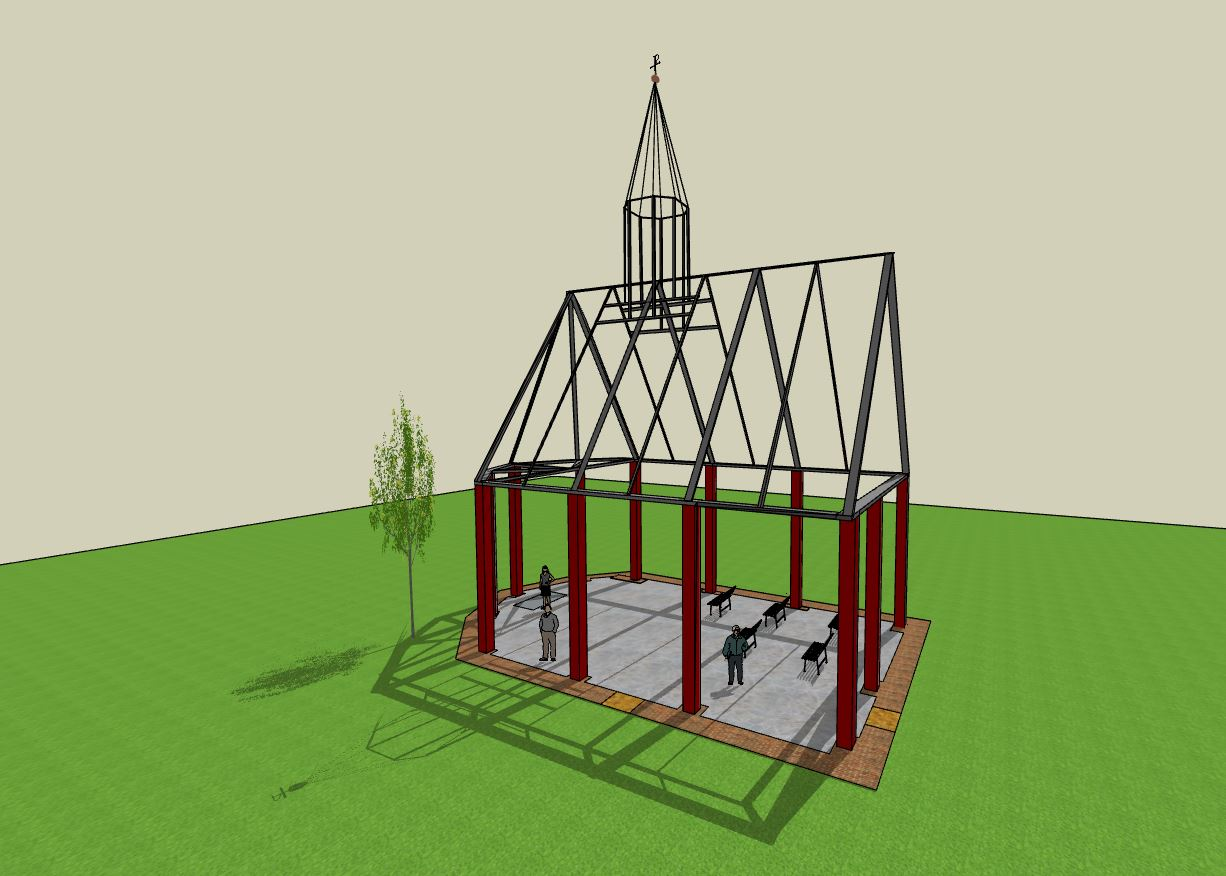
Geplante Imagination der St.-Georg-Kapelle (von Nordwesten gesehen)

Die St.-Georg-Kapelle, die umgangssprachlich nur Georgenbergkapelle genannt wird, war ein schlichter Kapellenbau auf dem Georgenberg in Spremberg. Sie wurde im 15. Jahrhundert errichtet und am 10. Juni 1970 abgerissen.

## Geschichte
Nach einer Spremberger Sage soll Jutta von Kittlitz aus Dank für die gesunde Rückkehr ihres Geliebten Seyfried von Loeben vom Dritten Kreuzzug 1189 diese Kapelle gestiftet haben. Diese Angaben sind aber weder belegbar noch historisch glaubhaft. Sie beziehen sich vermutlich nur auf eine kleinere schlichte Holzkapelle, die als Vorgängerbau angenommen wird. Vielmehr ist davon auszugehen, dass die Kapelle, in ihrer letzten Form, erst gegen Ende des 15. Jahrhunderts als Nachfolgebau dieser Holzkapelle oder aber auch nur auf deren ehemaligem Standort errichtet wurde. Als Grundlage dafür dient die urkundliche Ersterwähnung einer Georgenkapelle in der Meißner Bistumsmatrikel von 1495. Nach Ende des Dreißigjährigen Kriegs wurde auch Spremberg von der Pest heimgesucht. Damals war es üblich, da keine Heilung möglich war, Pestkranke vor die Tore der Stadt zu bringen. Dies geschah hier auf dem jetzigen Georgenberg, der damals noch außerhalb der Stadtgrenzen lag. Zur Versorgung und Unterbringung der Kranken baute man die während des Krieges teilweise zerstörte Kapelle als Pesthaus wieder auf.

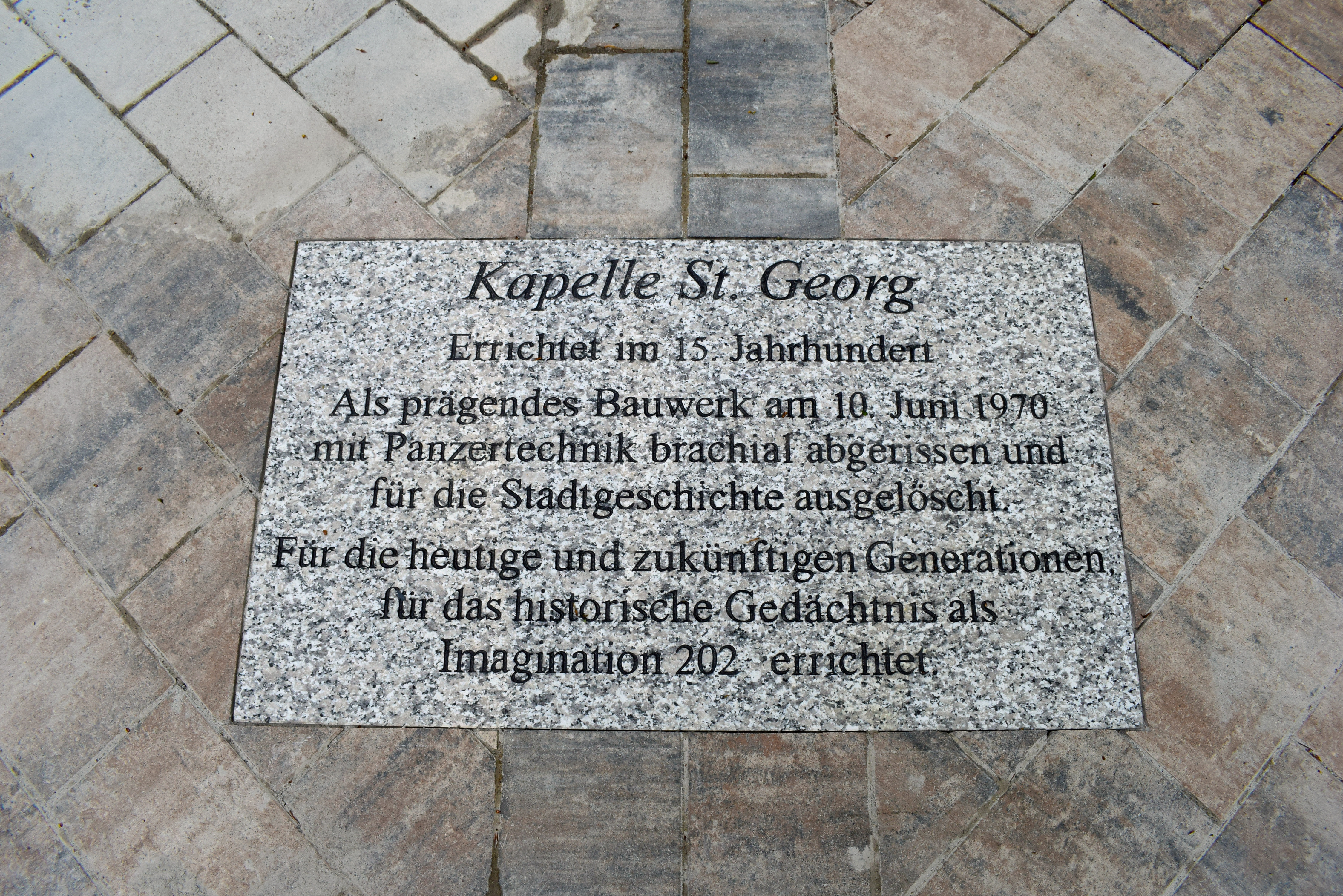
Gedenktafel im Boden der neu errichteten Bodenplatte der St.-Georg-Kapelle

Alle Wirren der Jahre und folgenden Kriege überstand die Kapelle nahezu schadlos. Laut Eintragungen im Kirchenbuch brannte sie aber im Laufe des 17. Jahrhunderts ab und wurde danach wieder aufgebaut. In der Folgezeit gab es immer wieder größere Erhaltungsmaßnahmen, so in den Jahren 1827 und 1876, um die Kapelle vor dem Verfall zu bewahren. Im Jahr 1878 ging die Kapelle, auf Beschluss der Stadtverordnetenversammlung der Stadt Spremberg, in das Eigentum der evangelischen Kirchgemeinde über. Ab 1925 wurde die Kapelle dann offiziell als Beerdigungskapelle bei Trauerfeiern genutzt. Im Jahr 1928 ließ die Kirchgemeinde, durch den Spremberger Bauunternehmer Mittag, zwei Meter südlich der Georgenbergkapelle ein Begräbnishaus errichten, in dem bis zu fünf Särge aufgebahrt werden konnten. Die Größe des Begräbnishauses betrug 5 Meter in Ost-West-Richtung und 4,50 Meter in Nord-Süd-Richtung. Für das Jahr 1939 plante die evangelische Kirchgemeinde umfangreiche Instandsetzungsarbeiten, die sowohl den Innen- als auch den Außenbau betroffen hätten. Durch den Ausbruch des Zweiten Weltkriegs wurden diese Pläne jedoch nie umgesetzt.
Auch nach Ende des Zweiten Weltkriegs wurde sie weiterhin bei Totenfeiern genutzt. Teile des Baumaterials, das man schon vor dem Krieg zur Instandsetzung angeschafft hatte, wurden beschlagnahmt und zum Aufbau der stark zerstörten Wohngebäude der Stadt freigegeben. Am 30. Juni 1961 musste die Georgenbergkapelle wegen baulicher Mängel baupolizeilich gesperrt werden, nachdem vorherige Planungen zu einer grundhaften Instandsetzung nicht umgesetzt worden waren. Noch im Jahr 1962 erfolgte eine weitere Baubegutachtung, in der die Kapelle letztmals vermessen und dokumentiert wurde.
Mit der Umgestaltung des alten Georgenbergfriedhofs zum Stadtpark ab 1965 verlor die Georgenkapelle an Bedeutung. Bei einem schweren Sturm im Jahr 1968 war das Dach erheblich beschädigt worden. Schleichender Verfall und Vandalismus setzten ihr weiter zu. Da die Stadt als Eigentümer des Grundstücks kein Nutzungskonzept und die evangelische Kirchgemeinde als Eigentümer der Kapelle keine finanziellen Mittel für den Erhalt hatte, entschloss man sich einvernehmlich, die Kapelle abzureißen. Erste Gespräche dazu fanden bereits im Januar 1968 statt. Am 13. August 1968 erteilte der damalige Bürgermeister der Stadt Spremberg Günther Frenzel die Erlaubnis zum Abriss der Kapelle. Dies geschah am 10. Juni 1970 mit schwerer Bergetechnik der in unmittelbarer Nähe stationierten NVA-Panzerdivision mit Unterstützung von in Welzow stationierten sowjetischen Truppenteilen. Eine archäologische Begleitung fand dabei nicht statt, so dass wichtige Daten ihrer Entstehung weiter im Dunkeln lagen. Auch in der damaligen lokalen Presse findet sich keinerlei Hinweis auf den Abriss dieses wichtigen Bestandteils der Spremberger Geschichte.
Am 11. Januar 2017 wurde die Georgenbergkapelle mit der Nummer 120494 in die Liste der Bodendenkmale des Landes Brandenburg aufgenommen.

## Baubeschreibung

### Vorgängerbau Holzkapelle
Die zur Ersterwähnung der Kapelle vorhandenen Grundrissmaße haben die Größe von 8,70 Meter in Nord-Süd-Richtung und 11 Meter in Ost-West-Richtung. Über den genauen Aufbau und verwendete Materialien liegen keinerlei Aufzeichnungen oder Daten vor.

### Nachfolgebau
Der Nachfolgebau aus dem 15. Jahrhundert hatte eine Größe von 10 Metern in Nord-Süd-Richtung und 16 Metern in Ost-West-Richtung.
Es handelte sich um einen massiven Kirchenbau, der im Osten mit einer Apsis abgeschlossen war. Gekrönt war die Kapelle durch ein Türmchen, das sich etwa über dem Altar befand. Die Höhe der Kapelle bis zum Dachfirst betrug 12 Meter, bis zur Turmspitze etwa 18,50 Meter. Der Zugang zur Kapelle war über je einen Eingang auf der Westseite (Haupteingang) und einen Eingang auf der Nordseite möglich. Die Mauern hatten eine Stärke von 70 Zentimetern und waren im Wendischen Verband, auch Märkischer Verband genannt, errichtet worden. In der Apsis befanden sich zwei und an der Südseite der Kapelle drei Rundbogenfenster. Die Fundamente waren aus Feldsteinen errichtet worden. Die gesamte Kapelle war in ihrer letzten Phase außen grau verputzt.
Im Innenbereich war die Kapelle eher schlicht gehalten. Deutlich hoben sich in den Innenraum gesetzte mit der Außenwand verbundene breite Säulen ab. Der Boden war mit Ziegeln gestaltet, die Decke als Flachdecke ausgeführt. Die Bestuhlung bestand aus einfachen in Reihen gesetzten Holzbänken. Über dem Altarbereich befand sich eine Mondsichelmadonna aus dem Jahr 1470/1480, die vor dem Abriss im Jahr 1970 in die evangelische Kirche in Spremberg verbracht wurde.

## Pläne

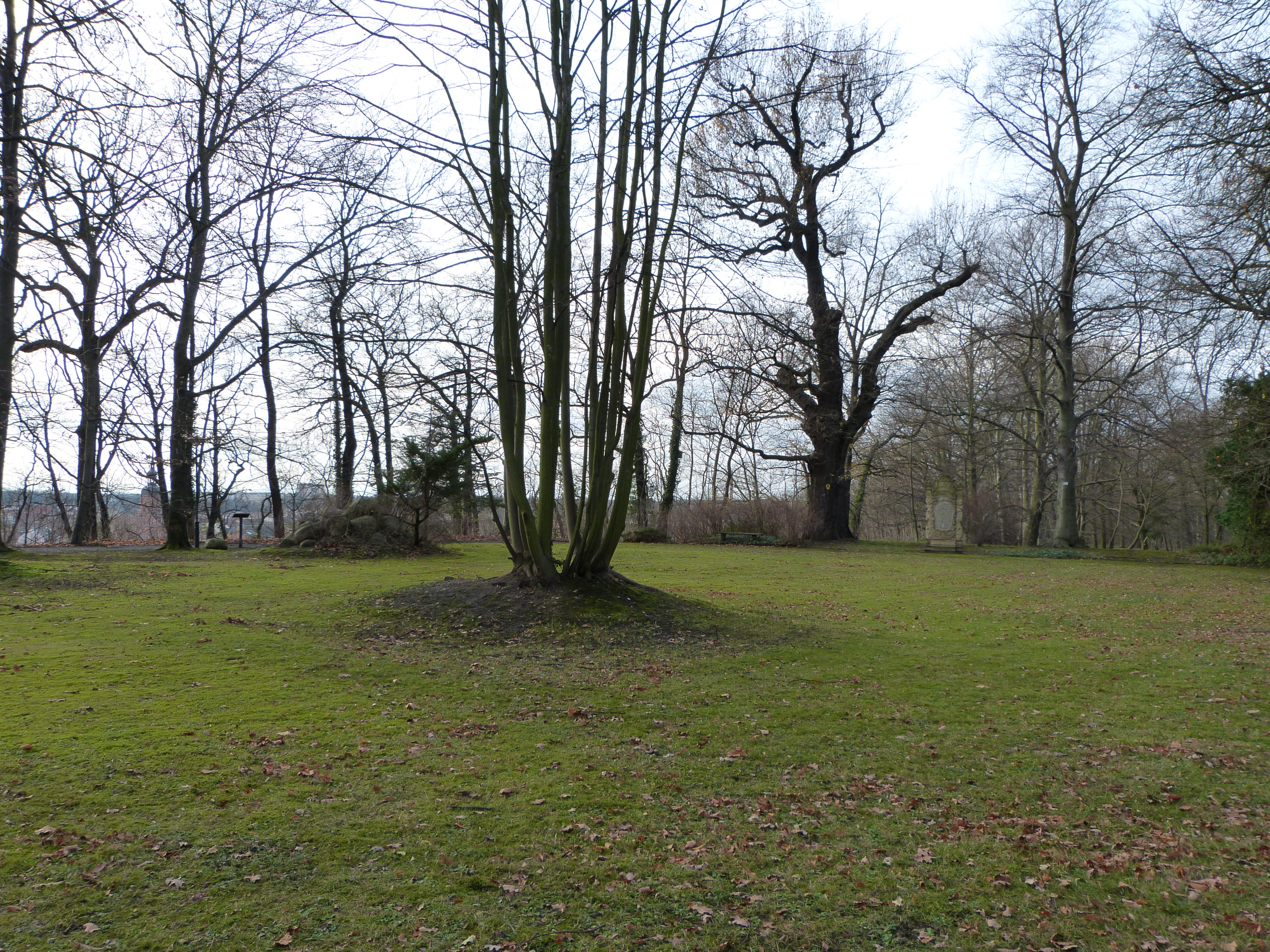
Standort der Kapelle im jetzigen Stadtpark

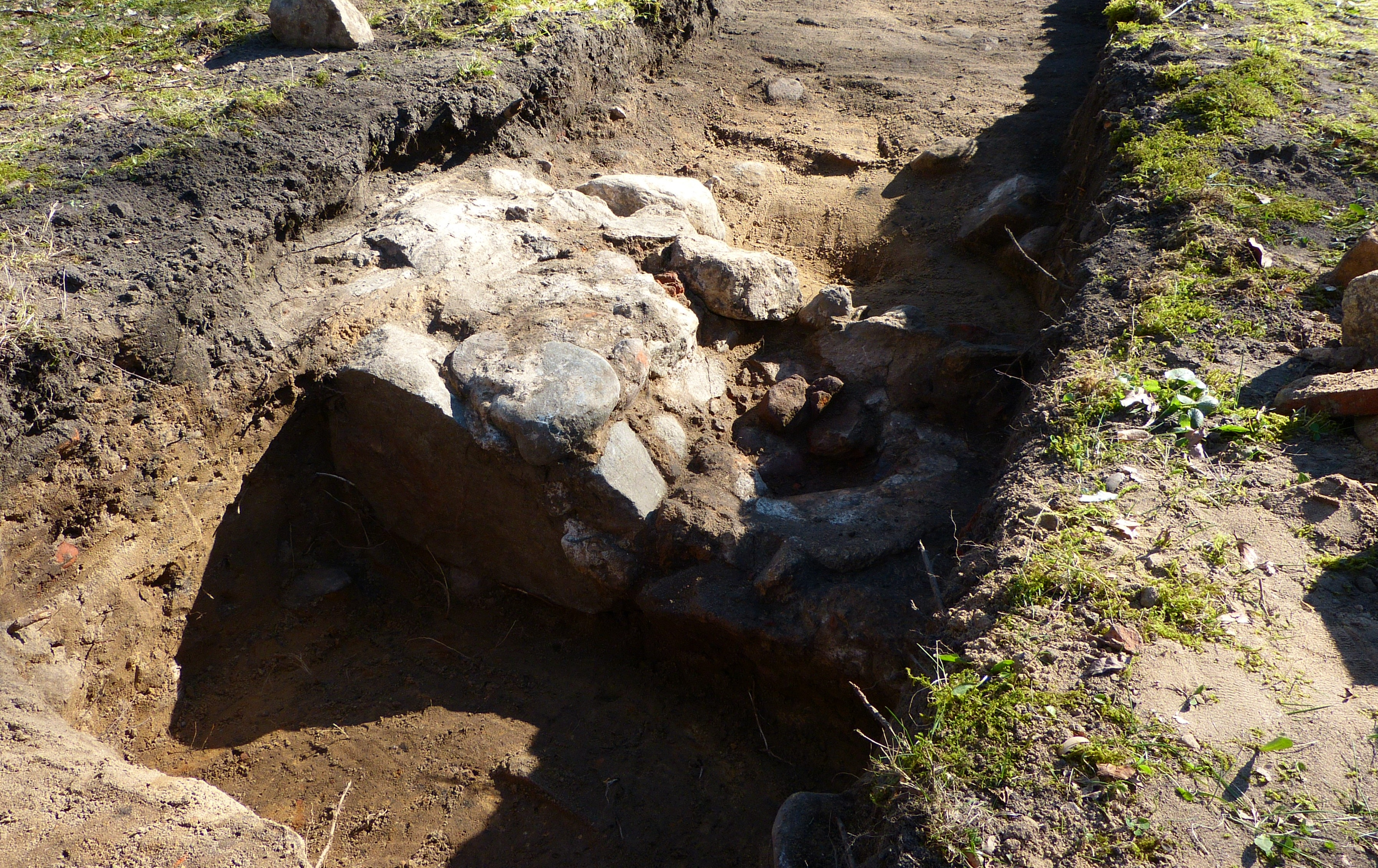
Fundamentrest Westseite St.-Georg-Kapelle

Im Jahr 2014 entschloss sich der Förderverein LAGA Spremberg e. V. (LAGA Verein), diese Kapelle wieder erlebbar zu machen. Es wurden Konzepte erarbeitet, was technisch möglich und finanziell leistbar ist, um dieses wertvolle Stück Spremberger Geschichte vor dem Vergessen zu retten. Dabei ging es von Anfang an nicht um einen Wiederaufbau der Kapelle, sondern darum, die Kapelle und deren Grundstruktur im öffentlichen Raum wieder als etwas Sichtbares und Nutzbares darzustellen und so auch ein wichtiges Stück Spremberger Stadtgeschichte in das kollektive Gedächtnis zurückzuholen.
Erste Pläne sahen dabei vor, die Fundamente der Kapelle freizulegen und auf 40 Zentimeter über Geländeniveau wiederherzustellen. Eine Finanzierung dieses Projekts war auch durch Fördermittel aus dem Denkmalschutz-Sonderprogramm IV möglich geworden. Maßgebliche Unterstützung erhielt der Verein durch die Bundestagsabgeordneten Ulrich Freese und Johannes Kahrs, die sich am 23. August 2016 vor Ort über die geplanten Maßnahmen informierten. Diese ersten Pläne mussten aber, nach der erfolgten archäologischen Betrachtung im März 2017, auf Grund der fehlenden Bausubstanz wieder verworfen werden. Die zugesagten Fördermittel kamen dadurch nicht zur Auszahlung.
Im Jahr 2020 wurde die Möglichkeit sondiert, die ursprüngliche Fläche der St.-Georg-Kapelle in einem ersten Schritt als Bodenplatte herzustellen und die äußeren Umrisse dabei mittels Klinker Steinen zu begrenzen. Um die vorhandenen alten Fundamentreste dabei nicht zu beschädigen, soll die Bodenplatte um wenige Zentimeter vom Originalstandort abweichend nach Nord-Ost versetzt werden, da in diesen Bereichen keinerlei Fundamentreste mehr nachweisbar waren. In einem weiteren Schritt ist geplant, die Kapelle in ihrer äußeren Struktur in Form eines Stahlskeletts (Imagination) nach dem Vorbild des Klosters Ihlow aufzubauen. Alle Arbeiten an den Resten der Kapelle unterliegen dabei den Anforderungen des Denkmalschutzes.

### Voruntersuchung
Da die Georgenbergkapelle im Juni 1970 bis auf die Grundmauern abgetragen wurde und der damalige Standort seither nur noch als große Rasenfläche im Stadtpark erkennbar war, musste die genau Lage der Kapelle erst sondiert werden. Dies geschah mittels Georadar-Untersuchung, mit deren Hilfe es möglich war, die genau Lage der noch vorhandenen Strukturen im Boden exakt zu lokalisieren.

### Archäologische Betrachtung
In der letzten Märzwoche 2017 wurden unter der Leitung von Archäologen, ehrenamtlichen Bodendenkmalpflegern und Mitgliedern des LAGA-Verein Teile der Fundamente in einer sogenannten Kreuzgrabung gesichtet, freigelegt, vermessen und kartografiert.
Bei dieser Kreuzgrabung wurden zwei etwa einen Meter breite Schnitte in Längs- und Querrichtung der Kapelle freigelegt. Schon hier wurden die umfangreichen Zerstörungen beim Abriss bis hinein in die Grundmauern sichtbar. Während auf der West- und Südseite in der Struktur gut erhaltene Fundamentreste gefunden und freigelegt werden konnten, waren auf der Ostseite nur noch Fundamentfragmente und auf der Nordseite keinerlei Fundamente mehr nachweisbar. Auch konnten keine Reste des Fußbodens oder dergleichen festgestellt werden.
Erste Bewertungen der Fundamente lassen auf eine Errichtung am Ende des 15. Jahrhunderts schließen. Dies lässt aber keinen Schluss auf mögliche Vorgängerbauten zu, wovon allerdings keinerlei Reste gefunden bzw. nachgewiesen werden konnten. Aufgefundene Siedlungskeramik lässt sich dem 12./13. Jahrhundert zuordnen.

## Wiederaufbau

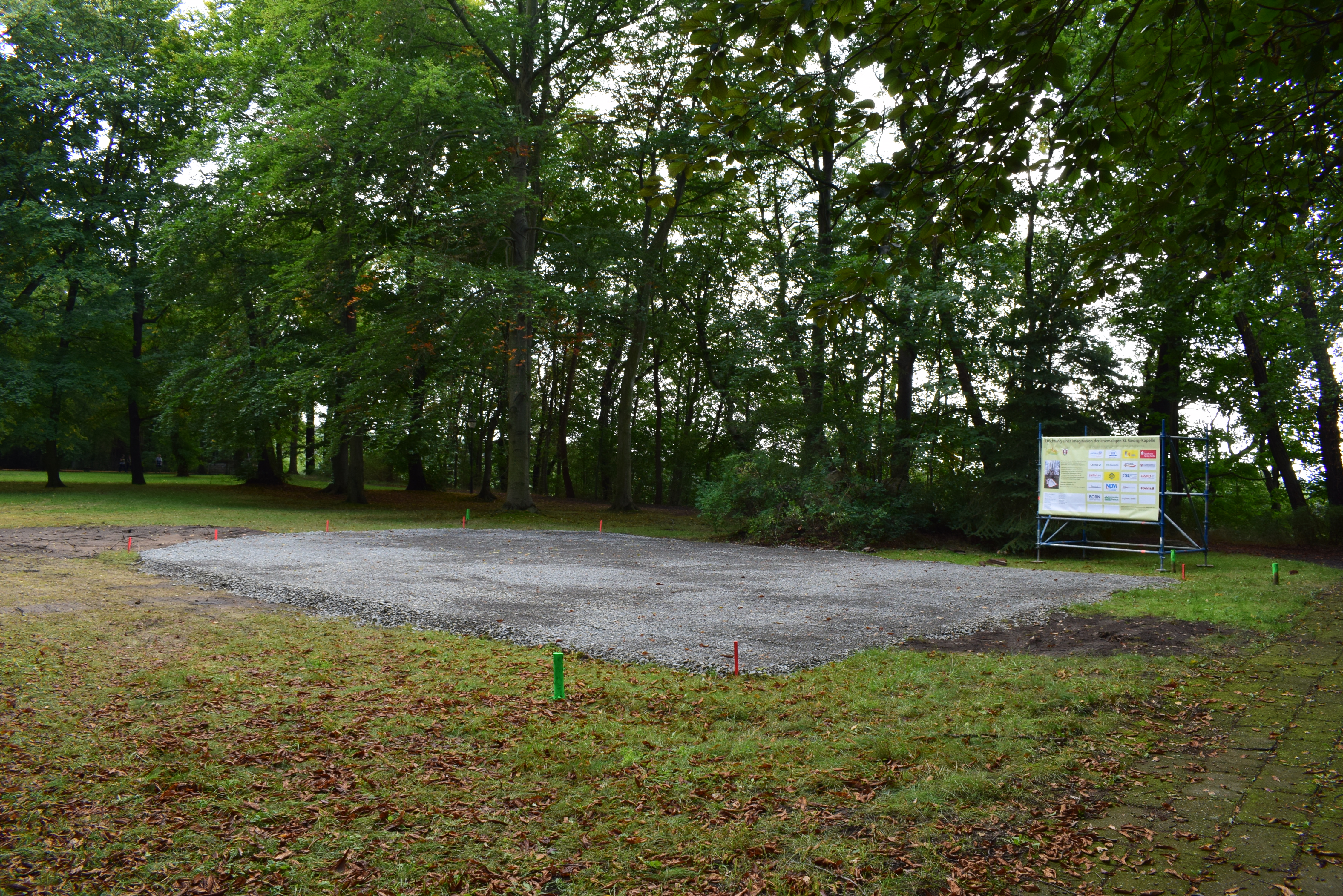
Geschotterte Fläche St.-Georg-Kapelle im September 2021

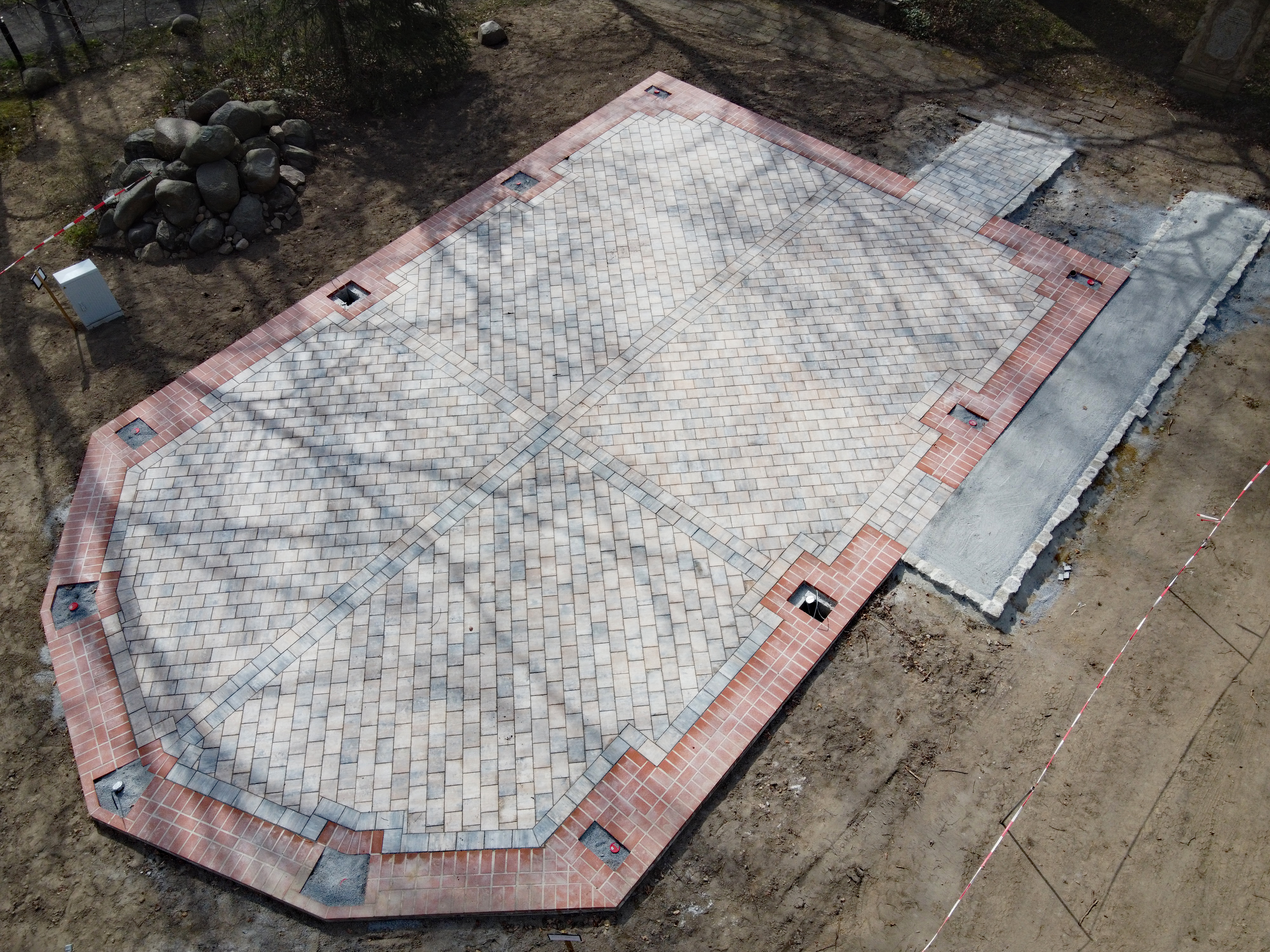
Bodenplatte der St.-Georg-Kapelle auf dem Georgenberg in Spremberg

Nach dem Ausloten aller in Frage kommenden Möglichkeiten für einen Wiederaufbau hinsichtlich Finanzierung, Forderungen des Denkmalschutzes und einer sinnvollen Nachnutzung hat sich der LAGA Verein entschieden, den Wiederaufbau der St.–Georg-Kapelle unter folgenden Prämissen zu beginnen:
- Errichtung einer Bodenplatte, die den exakten Standort der ehemaligen Kapelle überdeckt und somit die noch vorhanden originalen Fundamentreste abdeckt und schützt.
- Sichtbarmachung der Struktur der Außenmauern, Pfeilern, Ein- und Ausgänge durch das vollflächige Verlegen von Pflastersteinen in unterschiedlichen Farben auf der Bodenplatte.
- Errichtung einer Imagination, einer nach allen Seiten offenen Stahlkonstruktion der St.Georg-Kapelle in ihren Originalmaßen nach dem Vorbild des Klosters Ihlow.

Am 7. September 2021 erfolgte mit der Bürgermeisterin Christine Herntier, dem Filialleiter der Sparkasse Spree-Neiße in Spremberg Thomas Schmitt, dem Filialleiter der Volksbank Spree Neiße e.G. in Spremberg Marcel Schnabel, dem Vorsitzenden der Stadtverordnetenversammlung Spremberg Andreas Bränzel und dem Vorsitzenden des LAGA Vereins Frank Meisel der Erste Spatenstich zum Wiederaufbau der St.–Georg-Kapelle.
Als erste Baumaßnahme wurde danach der Mutterboden auf der gesamten zu bebauenden Fläche abgetragen, wobei sich die Abtragstiefe auch an den noch vorhandenen Fundamentresten orientieren musste. Anschließend wurde das gesamte Areal mit einer Schotterschicht aufgefüllt und verdichtet. Laut dem Vorsitzenden des Laga Vereins betragen die Kosten allein für diese Arbeiten incl. der Bodenplatte ca. 40.000 €. Im Zuge der Vorbereitungen zur Bebauung musste dabei auch ein größerer Wurzelballen einer Linde ausgegraben werden, an dem bereits mehrere Meter hohe Austriebe vorhanden waren. Die ehemalige Ur-Linde war beim Abriss der Kapelle in den 1970er Jahren gefällt worden und war bis dahin auf vielen alten Darstellungen und Postkarten sichtbar.
Der Vorsitzende des LAGA Vereins rechnet für den Wiederaufbau derzeit mit Gesamtkosten von ca. 220.000 €, die nicht zuletzt durch erhöhte Rohstoff Preise immer weiter gestiegen sind. Die ursprünglichen Kostenschätzungen lagen vor Corona noch bei 160.000 €. Das Projekt soll lt. Meisel bereits im Dezember 2022 zum Abschluss gebracht werden (Stand September 2021).
Am 25. Oktober 2021 wurde auf dem exakten Standort der Kapelle eine etwa 25 Zentimeter starke Bodenplatte errichtet. Da die Fundamentreste der 1970 abgerissenen Kapelle zu schützen waren, musste die Bodenplatte so erstellt werden, dass sie nun über das Geländeniveau hinausragt und damit die Fundamentreste vollständig überdeckt und schützt. Eine zuerst angedachte leichte Verschiebung der Bodenplatte in Nord-Ost-Richtung, wo keine alten Fundamentreste bei der archäologischen Betrachtung im Jahr 2017 nachgewiesen werden konnten, wurde damit verworfen.
Im November 2021 wurden auf der errichteten Bodenplatte, mittels roter Klinkersteine, die genauen Umrisse der einstigen Außenmauern der St.-Georg-Kapelle aufgemauert. Die Eingänge auf der West- bzw. Nordseite der ehemaligen Kapelle wurden dabei ausgespart. Ebenso ausgespart wurden bereits die Flächen für die Stützpfeiler der spätere Imagination der St.-Georg-Kapelle.
Im März 2022 wurde der Innenbereich der Kapelle mit Pflastersteinen ausgelegt. Das gewählte Muster ist dabei frei gewählt und nicht historisch. Im März 2022 wurde außerdem bekannt, dass der geplante Termin zur Errichtung der Imagination und damit zur Fertigstellung der Kapelle, aus nicht genannten Gründen, auf das Jahr 2023 verschoben wird. Im April 2022 wurden sämtliche Aussparungen die für die Aufnahme der Stützkonstruktion der Imagination dienen sollten, mit kleinformatigen Pflastersteinen verschlossen.
Am 1. Juli 2023, dem 15. Jahrestag der Gründung des LAGA Vereins, fand im Beisein der Bürgermeisterin der Stadt Spremberg Christine Herntier und der Präsidentin der Handwerkskammer Cottbus Corinna Reifenstein die feierliche Grundsteinlegung zum Wiederaufbau der St.-Georg-Kapelle statt. Die mit den drei symbolischen Hammerschlägen versenkte Zeitkapsel enthält die aktuelle Tageszeitung, einen Münzsatz, Kopien der Baupläne und eine Namensliste der aktuellen Vereinsmitglieder des Laga Vereins.